# ペル・ヴィンド
ペル・ヴィンド（デンマーク語: Per Wind、1955年8月15日 - ）は、デンマークの元サッカー選手、現サッカー指導者。元デンマーク代表。選手時代のポジションはGK。

## クラブ歴
BKフレムの下部組織出身。1973年から1993年にかけてフレム一筋で20年在籍し引退した。
なお引退後、フレムのGKコーチを務めていた1998年に1試合出場している。

## 代表歴
1977年にデンマーク代表として出場経験がある。

## 指導歴
引退後はフレムで監督を務めた。その後1997年に再びフレムに復帰し、U-18の監督やトップチームのゴールキーパーコーチを務めた。
1999年にFCコペンハーゲンに移籍しゴールキーパーコーチを2013年まで務めた。その後はコペンハーゲンのチームリーダーを任されている。

## 家族
子のヨーナス・ヴィンドもデンマーク代表のサッカー選手。